# Copa Colsanitas
Copa Colsanitas är en tennisturnering för damer som spelas årligen i Bogotá, Colombia. Turneringen startade 1998, spelas utomhus på grus, och ingår i kategorin WTA 250 på WTA-touren.

## Resultat

### Singel
| År   | Mästare                                  | Finalist                                 | Resultat                                 |
| ---- | ---------------------------------------- | ---------------------------------------- | ---------------------------------------- |
| 1998 | Paola Suárez                             | Sonya Jeyaseelan                         | 6–3, 6–4                                 |
| 1999 | Fabiola Zuluaga                          | Christina Papadaki                       | 6–1, 6–3                                 |
| 2000 | Patricia Wartusch                        | Tathiana Garbin                          | 4–6, 6–1, 6–4                            |
| 2001 | Paola Suárez                             | Rita Kuti-Kis                            | 6–2, 6–4                                 |
| 2002 | Fabiola Zuluaga                          | Katarina Srebotnik                       | 6–1, 6–4                                 |
| 2003 | Fabiola Zuluaga                          | Anabel Medina Garrigues                  | 6–3, 6–2                                 |
| 2004 | Fabiola Zuluaga                          | María Sánchez Lorenzo                    | 3–6, 6–4, 6–2                            |
| 2005 | Flavia Pennetta                          | Lourdes Domínguez Lino                   | 7–6(7–4), 6–4                            |
| 2006 | Lourdes Domínguez Lino                   | Flavia Pennetta                          | 7–6(7–3), 6–4                            |
| 2007 | Roberta Vinci                            | Tathiana Garbin                          | 6–7(5–7), 6–4, 0–3 uppg.                 |
| 2008 | Nuria Llagostera Vives                   | María Emilia Salerni                     | 6–0, 6–4                                 |
| 2009 | María José Martínez Sánchez              | Gisela Dulko                             | 6–3, 6–2                                 |
| 2010 | Mariana Duque Mariño                     | Angelique Kerber                         | 6–4, 6–3                                 |
| 2011 | Lourdes Domínguez Lino (2)               | Mathilde Johansson                       | 2–6, 6–3, 6–2                            |
| 2012 | Lara Arruabarrena                        | Alexandra Panova                         | 6–2, 7–5                                 |
| 2013 | Jelena Janković                          | Paula Ormaechea                          | 6–1, 6–2                                 |
| 2014 | Caroline Garcia                          | Jelena Janković                          | 6–3, 6–4                                 |
| 2015 | Teliana Pereira                          | Yaroslava Shvedova                       | 7–6(7–2), 6–1                            |
| 2016 | Irina Falconi                            | Sílvia Soler Espinosa                    | 6–2, 2–6, 6–4                            |
| 2017 | Francesca Schiavone                      | Lara Arruabarrena                        | 6–4, 7–5                                 |
| 2018 | Anna Karolína Schmiedlová                | Lara Arruabarrena                        | 6–2, 6–4                                 |
| 2019 | Amanda Anisimova                         | Astra Sharma                             | 4–6, 6–4, 6–1                            |
| 2020 | Hölls inte på grund av covid-19-pandemin | Hölls inte på grund av covid-19-pandemin | Hölls inte på grund av covid-19-pandemin |
| 2021 | Camila Osorio                            | Tamara Zidanšek                          | 5–7, 6–3, 6–4                            |
| 2022 | Tatjana Maria                            | Laura Pigossi                            | 6–3, 4–6, 6–2                            |
| 2023 | Tatjana Maria (2)                        | Peyton Stearns                           | 6–3, 2–6, 6–4                            |

### Dubbel
| År   | Mästare                                          | Finalister                               | Resultat                                 |
| ---- | ------------------------------------------------ | ---------------------------------------- | ---------------------------------------- |
| 1998 | Janette Husárová Paola Suárez                    | Melissa Mazzotta Ekaterina Sysoeva       | 3–6, 6–2, 6–3                            |
| 1999 | Christína Papadáki Seda Noorlander               | Laura Montalvo Paola Suárez              | 6–4, 7–6(7–5)                            |
| 2000 | Laura Montalvo Paola Suárez (2)                  | Rita Kuti-Kis Petra Mandula              | 6–4, 6–2                                 |
| 2001 | Tathiana Garbin Janette Husárová (2)             | Laura Montalvo Paola Suárez              | 6–4, 2–6, 6–4                            |
| 2002 | Virginia Ruano Paola Suárez (3)                  | Tina Križan Katarina Srebotnik           | 6–2, 6–1                                 |
| 2003 | Katarina Srebotnik Åsa Svensson                  | Tina Križan Tatiana Perebiynis           | 6–2, 6–4                                 |
| 2004 | Barbara Schwartz Jasmin Wöhr                     | Anabel Medina Arantxa Parra              | 6–1, 6–3                                 |
| 2005 | Emmanuelle Gagliardi Tina Pisnik                 | Ľubomíra Kurhajcová Barbora Strýcová     | 6–4, 6–3                                 |
| 2006 | Gisela Dulko Flavia Pennetta                     | Ágnes Szávay Jasmin Wöhr                 | 7–6(7–1), 6–1                            |
| 2007 | Lourdes Domínguez Lino Paola Suárez (4)          | Flavia Pennetta Roberta Vinci            | 1–6, 6–3, [11–9]                         |
| 2008 | Iveta Benešová Bethanie Mattek                   | Jelena Kostanić Tošić Martina Müller     | 6–3, 6–3                                 |
| 2009 | Nuria Llagostera Vives María José Martínez       | Gisela Dulko Flavia Pennetta             | 7–5, 3–6, [10–7]                         |
| 2010 | Gisela Dulko (2) Edina Gallovits                 | Olga Savchuk Anastasiya Yakimova         | 6–2, 7–6(8–6)                            |
| 2011 | Edina Gallovits-Hall (2) Anabel Medina Garrigues | Sharon Fichman Laura Pous Tió            | 2–6, 7–6(8–6), [11–9]                    |
| 2012 | Eva Birnerová Alexandra Panova                   | Mandy Minella Stefanie Vögele            | 6–2, 6–2                                 |
| 2013 | Tímea Babos Mandy Minella                        | Eva Birnerová Alexandra Panova           | 6–4, 6–3                                 |
| 2014 | Lara Arruabarrena Caroline Garcia                | Vania King Chanelle Scheepers            | 7–6(7–5), 6–4                            |
| 2015 | Paula Cristina Gonçalves Beatriz Haddad Maia     | Irina Falconi Shelby Rogers              | 6–3, 3–6, [10–6]                         |
| 2016 | Lara Arruabarrena (2) Tatjana Maria              | Gabriela Cé Andrea Gámiz                 | 6–2, 4–6, [10–8]                         |
| 2017 | Beatriz Haddad Maia (2) Nadia Podoroska          | Verónica Cepede Royg Magda Linette       | 6–3, 7–6(7–4)                            |
| 2018 | Dalila Jakupović Irina Khromacheva               | Mariana Duque Mariño Nadia Podoroska     | 6–3, 6–4                                 |
| 2019 | Zoe Hives Astra Sharma                           | Hayley Carter Ena Shibahara              | 6–1, 6–2                                 |
| 2020 | Hölls inte på grund av covid-19-pandemin         | Hölls inte på grund av covid-19-pandemin | Hölls inte på grund av covid-19-pandemin |
| 2021 | Elixane Lechemia Ingrid Neel                     | Mihaela Buzărnescu Anna-Lena Friedsam    | 6–3, 6–4                                 |
| 2022 | Astra Sharma (2) Aldila Sutjiadi                 | Emina Bektas Tara Moore                  | 4–6, 6–4, [11–9]                         |
| 2023 | Irina Chromatjova (2) Iryna Sjymanovitj          | Oksana Kalasjnikova Katarzyna Piter      | 6–1, 3–6, [10–6]                         |